# Chenin blanc
Chenin blanc, czasami także chenin – rozpowszechniona biała odmiana winorośli, uprawiana we Francji (w Andegawenii) już od IX wieku. Odmiana jest zaliczana do niewielkiej grupy „odmian szlachetnych” (edle Rebsorten, Edelreben (niem.), cépages nobles (fr.)). Pod nazwą steen (także stein) jest najpopularniejszą białą odmianą w Republice Południowej Afryki, gdzie wyrabia się z niej poza winem stołowym także wina wzmacniane i winiaki.
Plenność odmiany jest wysoka, ale do uzyskania doskonałych win konieczne jest ograniczenie wydajności.
Chenin blanc jest podatna na botrytyzację, przez co nadaje się do wyrobu słodkich win. O wszechstronności odmiany świadczy fakt, że ze względu na wysoką kwasowość nadaje się do wyrobu win musujących, a w innych regionach te winogrona są sprzedawane nawet jako deserowe.

## Pochodzenie

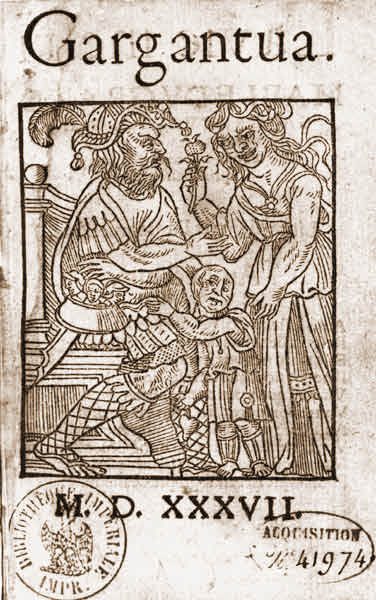
Gargantua – wydanie z Lyonu: Denis de Harsy, 1537

Pierre Galet, a za nim inne źródła podaje, że odmiana była znana już w roku 845 w regionie Anjou (Andegawenii). Od początku XV wieku była także spotykana w Turenii.
François Rabelais w znanym cyklu powieści Gargantua i Pantagruel sławi winogrona chenin blanc (patrz też przypis) i ich uzdrawiające działanie:

W onej porze – a właśnie miało się na jesienne winobranie – pasterze okoliczni
strzegli winnic i pilnowali, aby szpaki nie wyǳiobały jagody. Owo zdarzyło się, iż
piekarze lerneńscy przechoǳili gościńcem, niosąc z sobą paręnaście ładunków kołaczy
do miasta. Zaczem pasterze poprosili ich uprzejmie, aby im odstąpili nieco towaru,
rozumie się za uczciwą zapłatą; jako bowiem wiecie, jest to iście niebiański posiłek
zjeść na śniadanie nieco winnej jagody, zagryzając świeżym kołaczem; zwłaszcza gron
pinejskich, muszkatek albo też owych sralek, sposobnych cierpiącym na zatkanie.
Tych gdy się nieco poje, leci z człowieka ciurkiem jak z beczki i nieraz ten i ów
myśląc jeno wiatrom dać folgę, popuści gruntownie pod siebie

.
Z naturalnego krzyżowania się z odmianą gouais blanc powstały odmiany balzac blanc, meslier-saint-françois i colombard, z których najczęściej spotykana jest ostatnia. Analizy DNA sugerują pochodzenie chenin blanc jako krzyżówki sauvignon blanc x gewürztraminer

## Uprawy

### Francja
Powierzchnia upraw wynosiła w roku 2010 9825 ha. Odmiana jest dobrze dostosowana do klimatu doliny Loary, gdzie jest uprawiane aż 55% francuskiego chenin blanc – szybko wypuszcza pąki i dojrzewa wcześnie. W tamtejszych apelacjach jak np. Anjou, Bonnezenaux, Chaume, Chaume, Coteaux de l'Aubance, Coteaux du Layon, Jasnières, Montlouis, Quarts de Chaume, Saumur, Savennières, Vouvray i Crémant de Loire osiąga znakomitą jakość i daje doskonałe wina.
Profil apelacji jest zróżnicowany. Z winogron z Bonnezeaux, Chaume, Coteaux du Layon i Quarts de Chaume wytwarza się słodkie wina, ale już niedaleko położone winnice Savennières dostarczają surowca na wytrawne białe wina. Wyróżnia się tam dwie cenione podapelacje:
- Savennières Roche-aux-Moines AOC, 19 ha, uprawiana przez troje winogrodników[9], o nierównej jakości
- Savennières Coulée-de-Serrant AOC, 6,85 ha, będąca w całości własnością rodziny Nicolasa Joly z Château de La Roche-aux-Moines. Winnica jest położona na skraju potoku Serrant i wystawiona na południowy wschód. Wino produkowane z tutejszych winogron należy do najdroższych białych win Francji[9] i jest poszukiwane przez koneserów.

Wina z Anjou, Coteaux de l'Aubance, Jasnières, Montlouis, Saumur i Vouvray, a także Crémant de Loire reprezentują pełny wachlarz poziomów słodyczy – od wytrawnego do słodkiego. Wyczuwalna kwasowość wina predestynuje je do wyrobu win musujących Crémant de Loire i Vouvray. Poza doliną Loary chenin blanc wchodzi w skład win musujących blanquette de limoux (zdecydowanie poniżej 10%) i crémant de limoux (20–40%).
Większość win z winnic nad Loarą w 100% składa się z chenin blanc, jednak w regionach winiarskich Anjou, Saumur i Touraine przepisy dopuszczają dodatek do 20% winogron chardonnay i sauvignon blanc.
Prawo stawia wysokie wymagania francuskim producentom win jakościowych. Nawet dość ogólna apelacja Anjou nakazuje ograniczenie zbiorów do wydajności max. 45 hl/ha. Dla porównania w Dolinie Kalifornijskiej (Central Valley) wytwarza się 3–4 razy tyle wina, co zatraca charakterystyczne cechy szczepu.

### Republika Południowej Afryki

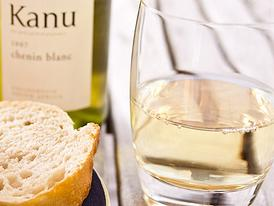
Aromat chenin blanc z RPA przywodzi na myśl owoce tropikalne

W RPA winoroślą chenin blanc, nazywaną tam steen, obsadzonych było w roku 2007 19 161 ha winnic, czyli 18,7% ogólnej powierzchni upraw winorośli i dwukrotnie tyle, co we Francji. Fakt, że steen i chenin blanc są identyczne został stwierdzony dopiero w 1965 roku. Przypuszcza się, że szczep przywiózł w 1655 roku Jan van Riebeeck wraz z innymi odmianami. Trzydzieści lat później w Kraju Przylądkowym osiedliło się 150 francuskich hugenotów, którzy jako pierwsi rozpoczęli uprawę winorośli używając tam napotkanej odmiany nazwanej steen. Międzynarodowe zainteresowanie południowoafrykańskimi winami, w szczególności z chenin blanc pojawiło się w latach 60. XX wieku i przyniosło liczne inwestycje w środki produkcji, np. w zbiorniki fermentacyjne o kontrolowanej temperaturze. Produkowano przede wszystkim świeże wina o lekkiej kwasowości, zadowalające masowego konsumenta. Dążenie do wytwarzania win najwyższej jakości pojawiło się dopiero pod koniec lat 90.
XX wieku.
Większość winnic znajduje się w okolicach Paarl i Worcester, a także Malmesbury w gminie Swartland.

### Kalifornia
Także Kalifornia może poszczycić się rozległymi uprawami chenin blanc (3840 ha w roku 2007), przy czym w większości winogrono służy jako anonimowy składnik świeżych, wieloszczepowych białych win stołowych. Przypuszczalnie jest dodawane także do tańszych „chardonnayów” w celu poprawy ich kwasowości. Tylko w północnych częściach regionu odmiana osiąga charakterystyczny dla siebie aromat melonów i piżma.

### Australia i Nowa Zelandia
Powierzchnia upraw w Australii wynosi 684 ha (2007). Winnice są położone na Tasmanii, w Nowej Południowej Walii, Wiktorii oraz w regionach Swan Valley i Margaret River w Australii Zachodniej. Chenin blanc jest przeważnie zestawiany w winie z odmianami chardonnay, sauvignon blanc albo sémillon. Pisarz i komentator James Halliday określa chenin z Australii jako owocowe wino pozbawione wyróżniającego się charakteru. Jedynie wina z Australii Zachodniej wykazują duży potencjał wyrazistości.
W Nowej Zelandii areał obsadzony odmianą spadł w 2004 roku poniżej 100 ha. Na początku szczep służył jako partner winogron müller-thurgau w winach kupażowanych. Niektóre wina z Wyspy Północnej cechowały się wyróżniającą się jakością. Komercyjny sukces win produkowanych w Nowej Zelandii z chardonnay i sauvignon blanc nie sprzyja inicjatywom zmierzającym ku polepszeniu klasy win z wytwarzanych z chenin blanc.

### Ameryka Południowa
Na terenie Argentyny (3030 ha w 2005) i Chile znajdują się rozległe winnice obsadzone chenin blanc. Uprawy są przeważnie silnie nawadniane, przez co cechy charakterystyczne dla odmiany ulegają rozmyciu i winogrona są plennym surowcem dla prostych, świeżych win.

## Cechy odmiany i uprawa
Stożek wzrostu jest odkryty, jasnozielonkawy i owłosiony, z karminowym nalotem. Młode liście mają kolor żółtozielony z brązowymi plamami antocyjanowymi, są pokryte delikatnym meszkiem. Dojrzałe liście są średniej wielkości, żywozielone, zaokrąglone, pięcioklapowe, tępo ząbkowane. Niektóre klony charakteryzują się czerwonawymi żyłkami w pobliżu nasady. Grono jest średnioduże, gęste, często ma mniejsze, poboczne grona. Jagody są okrągłe albo owalne, złotożółte. Skórka jest cienka, ale sprężysta.
Chenin pączkuje szybko i jest podatny na wiosenne przymrozki. Same krzewy cechują się dobrą odpornością na mróz pod warunkiem dobrego zdrewnienia. W uprawie jest uznawany za dość trudny, ale łatwo adaptuje się do szerokiego spektrum warunków klimatycznych. Odmiana jest podatna na mączniaka prawdziwego i rzekomego, a także szarą pleśń. Chenin blanc dojrzewa 12–15 dni po gutedel, zaliczany jest więc do odmian wczesnych.

## Synonimy
Szerokie rozpowszechnienie sprzyja dużej liczbie synonimów. Chenin blanc jest znany także pod nazwami:
anjou, blamancep, blanc d’anjou, blanc d’aunis, blanc emery, bon blanc, capbreton blanc, confort, coue fort, cruchinet, cugnette, fehér chenin, franc blanc, franche, gout fort, luarskoe, pineau d’anjou, pineau de briollay, pineau de la loire, pineau de savennieres, pineau gros, pineau gros de vouvray, pineau nantais, plant de breze, plant de salces, plant de salles, plant du clair de lune, quefort, rajoulin, rouchalin, rougelin, steen, stein, tete de crabe, vaalblaar stein und verdurant.